# Det gamle vandtårn (Randers)
 For alternative betydninger, se Det gamle vandtårn. (Se også artikler, som begynder med Det gamle vandtårn)
Det gamle vandtårn er et tidligere vandtårn beliggende på Hobrovej, Randers. Vandtårnet er nu hjemsted for en amatørradioforening.

## Historie
Efter stor vækst i antallet af indbyggere i slutningen af det 19. århundrede var der problemer med at forsyne beboerne i de højstbeliggende kvarterer med vand. Derfor blev en række jordbeholdere etableret, som dog ikke kunne klare forsyningen om natten, hvilket man måtte tage konsekvensen af og opføre et vandtårn. Dette blev gjort i 1905. Tårnets arkitekt var bysbarnet Jens Peter Jensen Wærum.